# Gretel (yacht)
Pour les articles homonymes, voir Gretel (homonymie).
Le monocoque Gretel a été le challenger australien de la Coupe de l'America (America's Cup) en 1962 se déroulant à Newport. Il a affronté sans succès le defender américain le Weatherly (US 17) du New York Yacht Club dessiné par Philip Rhodes et barré par Arthur Knapp.

## Construction
Gretel a été construit par le chantier naval australien Lars Halvorsen Sons Pty. Ltd. (en) selon la Third Rule America's Cup de la classe 12 Metre et a été lancé en février 1962. Il a été conçu sur la ligne de l'ancien yacht Vim dessiné par Olin J. Stephen pour Franck Packer, un magnat de la presse australienne.

## Carrière

Guidon du RSYS.

Skippé par Jock Sturrock, sous l'égide du Royal Sydney Yacht Squadron de  Kirribilli Sydney, il ne gagnera qu'une seule manche sur cinq à la 1962 America's Cup (en) sur son adversaire américain Weatherly. Il portait le numéro de voile KA 1.
Gretel est modifié par Payne en 1966 et 1967 et sert à la préparation de Dame Pattie pour l'America's Cup de 1967, puis de  Gretel II pour l'édition de 1970. Après cela, le voilier change plusieurs fois de propriétaire en Australie avant de devenir un voilier-charter dans les années 1990 dans le Queensland du nord.
Depuis 2003 son port d'attache en Porto Santo Stefano (Italie).